# Distrito fitogeográfico patagónico subandino

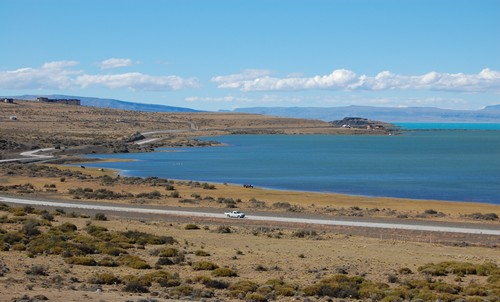
Estepas del sur del lago Argentino, próximas a la ciudad de El Calafate, provincia de Santa Cruz, Argentina.

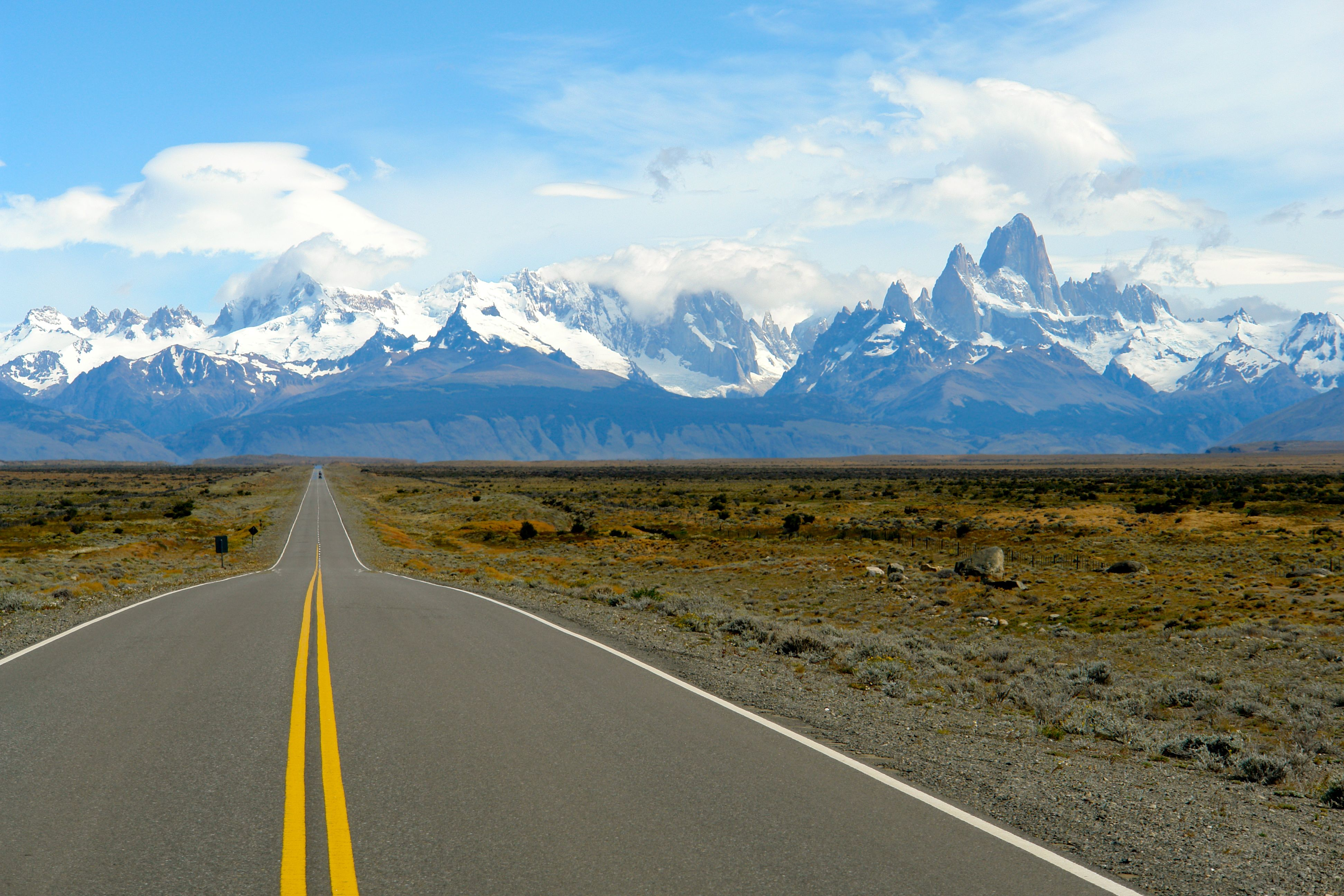
Estepas al sudeste de El Chaltén, provincia de Santa Cruz, Argentina.

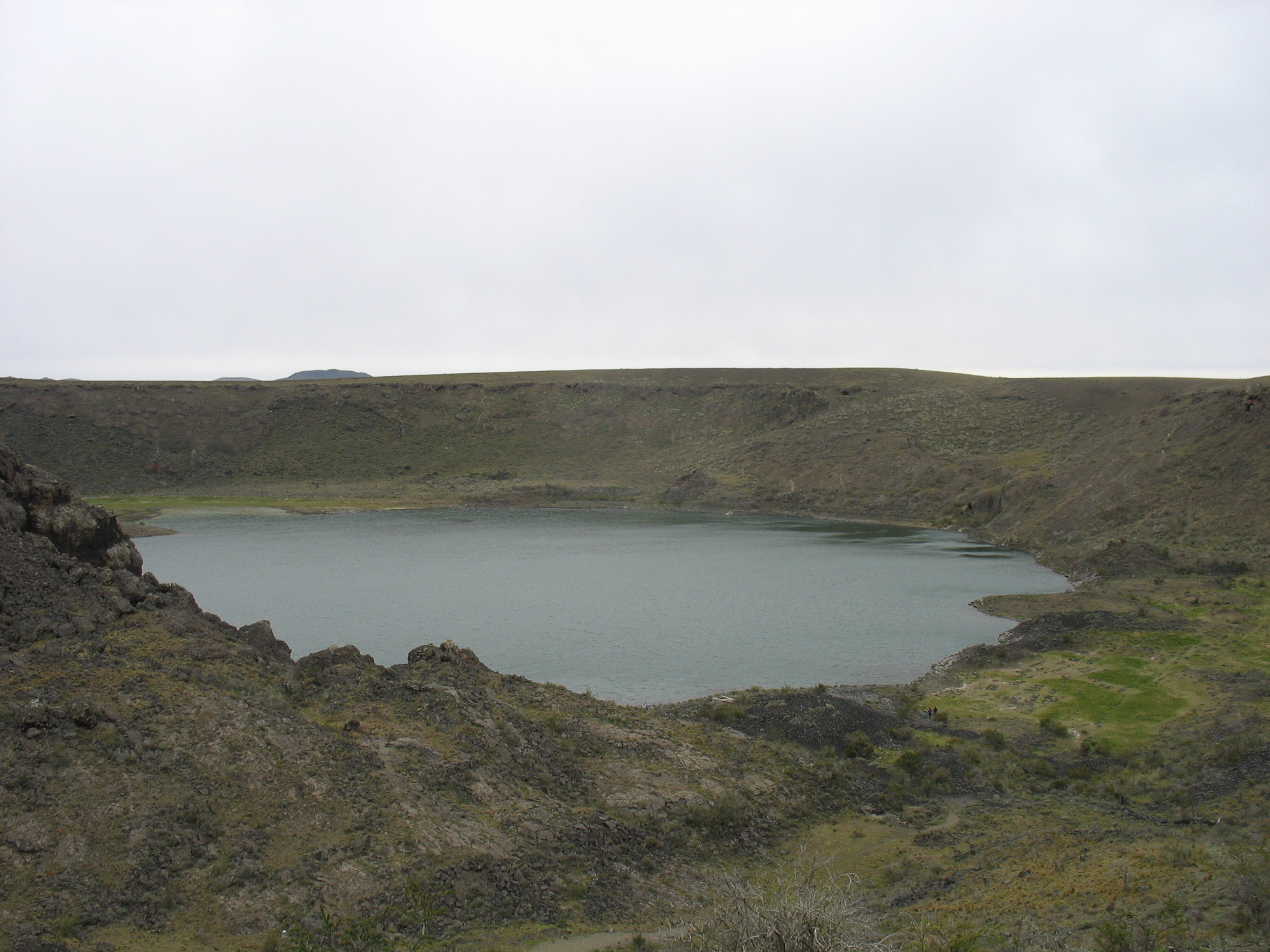
Reserva provincial Laguna Azul, sur de la provincia de Santa Cruz, Argentina.

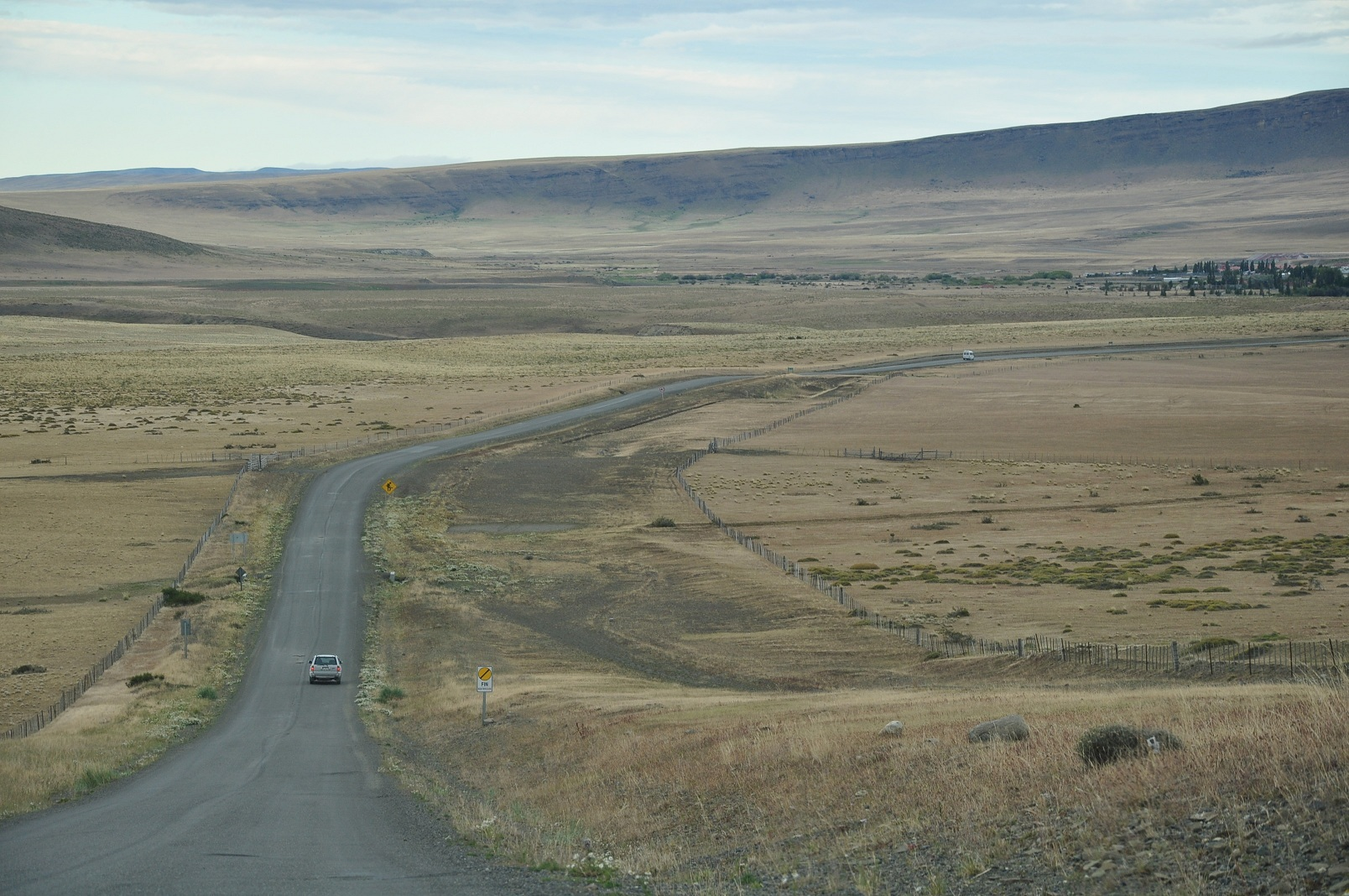
Cerca de Cerro Castillo, Región de Aysén, Chile parte del Distrito fitogeográfico Patagónico Subandino.

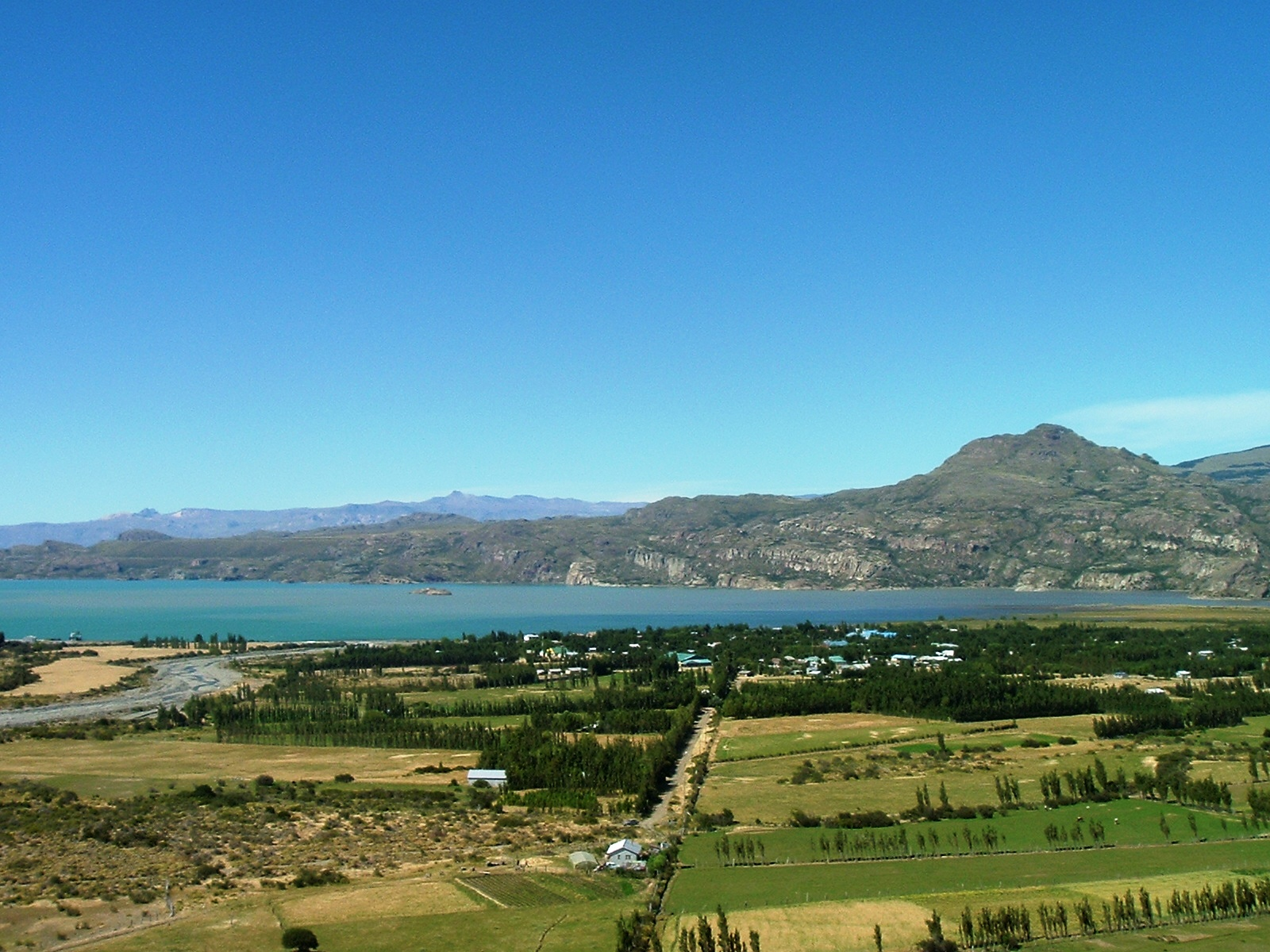
Localidad chilena de Puerto Ingeniero Ibáñez, en la costa del lago Buenos Aires/General Carrera, Distrito fitogeográfico Patagónico Subandino.

El Distrito fitogeográfico Patagónico Subandino es uno de los Distritos fitogeográficos en que se divide la Provincia fitogeográfica Patagónica. Se lo encuentra en la región occidental y sur de la patagonia de la Argentina, así como en su prolongación en la patagonia de Chile. Incluye en su mayor parte formaciones de estepas graminosas de densos coironales, gramíneas de hojas duras y punzantes, y también sectores con arbustos.

## Sinonimia
Algunos autores unifican el Distrito fitogeográfico Patagónico Fueguino y la Provincia fitogeográfica de la Payunia con el Distrito fitogeográfico Patagónico Subandino.

## Distribución
Según la clasificación de Ángel Lulio Cabrera, este distrito fitogeográfico se ubica en los contrafuertes orientales de la Cordillera de los Andes, partiendo desde el norte, forma una faja, por momentos discontinua, en la región occidental de la patagonia de la Argentina y en territorios ubicados al oriente de los Andes de la patagonia de Chile, comenzando desde el oeste de la provincia de Chubut, luego forma una faja muy uniforme y continua desde el paralelo 43° 25'S hasta la costa norte del lago Buenos Aires/General Carrera. Más hacia el sur prosigue en manchones por el oeste de Santa Cruz, pero desde el paralelo 51° S hasta la costa norte del estrecho de Magallanes en Chile,  cubre todo el extremo continental, desde los bosques subantárticos por el poniente hasta el océano Atlántico por el oriente.
Al oeste contacta con la provincia fitogeográfica Subantártica; al este lo hace con el distrito fitogeográfico patagónico occidental (el cual rodea sus manchones en el sector norte) de la provincia fitogeográfica patagónica, y más al sur limita también por el este con el subdistrito fitogeográfico patagónico central santacrucense del distrito fitogeográfico patagónico central de la misma provincia fitogeográfica. Hacia el sudeste su límite es el Océano Atlántico, y hacia el sur lo es el estrecho de Magallanes.
Las altitudes generalmente van desde el nivel del mar hasta los 1500 m s. n. m.

## Afinidades florísticas
Este Distrito fitogeográfico guarda relación con el Distrito fitogeográfico Patagónico Occidental, siendo aún más estrecha con el Distrito fitogeográfico Patagónico Fueguino, ambos pertenecientes a la misma Provincia fitogeográfica. También se relaciona con la Provincia fitogeográfica de la Payunia, y comparte algunos elementos del Distrito fitogeográfico Altoandino Austral de la Provincia fitogeográfica Altoandina, así como registra algunas influencias del Dominio fitogeográfico Subantártico.

## Características
Este Distrito fitogeográfico se caracteriza por presentar en su mayor parte formaciones de estepas graminosas, denominadas localmente coironales, las cuales presentan pocos arbustos intercalados. También se presentan estepas herbáceas y de caméfitos. Junto a las pequeñas lagunas, arroyos y ríos, se presentan vegas o mallines. 
Sobre un visible suelo desnudo, la vegetación se muestra como un mar de gramíneas bajas y duras del tipo del coirón, las que cuentan con espinas, resinas y esencias que las tornan desagradables para los herbívoros. La vegetación toda presenta adaptaciones para soportar déficit hídricos prolongados junto con fuertes vientos y la nieve invernal. La principal actividad económica es la ganadería ovina, pudiéndose encontrar algunos establecimientos con ganadería bovina, aunque en menor número comparado con los establecimientos dedicados a la crianza ovina. El uso poco racional de las comunidades vegetales produjo un severo proceso de desertificación y degradación.

## Suelos
Los suelos son ricos en materiales finos, y cuentan con bastante materia orgánica; su reacción es ligeramente ácida. No poseen sulfatos, cloruros, o material calcáreo. Abundan también sectores con arenas, cantos rodados, y cenizas volcánicas. 

## Relieve
El relieve se presenta como una sucesión de terrazas y mesetas aplanadas o algo onduladas, con algunas antiguas escorias volcánicas, sierras y montañas de bordes redondeados, pulidos, gastados a causa de la intensa erosión a la que fueron sometidas. 

## Clima
El clima es muy frío, y bastante seco. Las nevadas invernales pueden ser severas; no habiendo ningún período libre de heladas. Las lluvias, y en especial su rendimiento, aumentan hacia el sur y el oeste. Soplan durante todo el año muy fuertes vientos del cuadrante oeste. En su sector norte, pluviométricamente se ubica aproximadamente entre las isohietas de los 350 a 450 mm, llegando en su extremo sur hasta la isohieta de 200 mm. 
El tipo climático característico es el Patagónico semiárido. Hacia la boca oriental o atlántica del estrecho de Magallanes se presenta el clima de Pradera Patagónica, es un clima estépico, algo más húmedo que el anterior gracias a las acciones morigeradoras del Océano Atlántico y del Estrecho combinadas, lo que redunda en un verano fresco. En lo alto de las mesetas se presenta el clima Alpino. 

## Especies principales
La comunidad climáxica de este distrito, sobre las lomas y valles, es la estepa graminosa con escasos arbustos, donde domina netamente el coirón dulce (Festuca pallescens), formando entre el 50 al 90% de la vegetación presente. 
- Comunidades del sector norte:

Allí se compone de: Festuca pallescens, Festuca pyrogea, Festuca ovina, Festuca argentina, Poa lanuginosa, Bromus macranthus, el coirón amargo (Stipa speciosa), Habranthus bagnoldii, Calceolaria polyrrhyza, Acaena pinnatifida, Tristagma patagonica, Agrostis pyrogea, Agrostis leptotricha, Nassauvia aculeata, el neneo (Mulinum spinosum), Loasa bergii, Luzula chilensis, Carex, etc.
- Comunidades del sector sur:

En el sector sur, a la comunidad anterior se le suman algunos elementos del Subdistrito fitogeográfico Patagónico Central Santacrucense del Distrito fitogeográfico Patagónico Central de la misma provincia fitogeográfica, por ejemplo: Nassauvia glomerulosa, Stipa humilis, Senecio filaginoides, Junellia tridens, así como especies características del Distrito fitogeográfico Altoandino Austral de la Provincia fitogeográfica Altoandina, por ejemplo: Stipa hirtiflora, Empetrum rubrum, etc.
En sectores medanosos dominan Plantago maritima, y Senecio patagonicus, acompañados por Adesmia lanata, Azorella monantha, Perezia recurvata, etc.
En lugares bajos y salobres cerca de las costas marinas australes dominan Lepidophyllum cupressiforme y Atriplex reichei, a las que acompañan: Salicornia ambigua, Suaeda fruticosa, etc. 